# باربرا فاغنر
باربرا فاغنر (بالإنجليزية: Barbara Wagner)‏ (و. 1938  م) هي متزلجة فنية كندية، ولدت في تورونتو، شاركت في الألعاب الأولمبية الشتوية 1960، والألعاب الأولمبية الشتوية 1956، وFigure skating at the 1960 Winter Olympics – Pair skating ‏.
.

## روابط خارجية
- باربرا فاغنر على موقع أوليمبيديا (الإنجليزية)